# جان ویسلی شیپ
جان ویسلی شیپ (انگلیسی: John Wesley Shipp؛ زادهٔ ۲۲ ژانویهٔ ۱۹۵۵) یک بازیگر سینما، و هنرپیشه اهل ایالات متحده آمریکا است.

## فیلم ها
وی بیشتر به خاطر ایفای نقش بری آلن در مجموعه فلش (۱۹۹۰) و نقش هنری آلن در سریال فلش (۲۰۱۴-اکنون) شهرت دارد.